# NGC 7017 NED01
NGC 7017 NED01 est une des galaxies de la paire NGC 7017 découverte par l'astronome américain Francis Leavenworth en 1885. Sa vitesse par rapport au fond diffus cosmologique est de 10 122 ± 30 km/s, ce qui correspond à une distance de Hubble de 149 ± 10 Mpc (∼486 millions d'al).
Dans la nuit du 8 juillet 1885, Leavenworth a découvert trois galaxies, NGC 7016, NGC 7017 et NGC 7018. Dans sa description de NGC 7017, Leavenworth mentionne « mag 15.0, vS, R, brighter middle to a nucleus, 2nd of 3», ne faisant nullement mention de la présence d'un noyau double et encore moins d'une autre galaxie.